# Козацький оберіг
«Козацький оберіг» — історично-фентезійний роман сучасного українського письменника Дмитра Білого 2013 року.
Дія цього роману розгортається в XVI сторіччі і поєднує як реальні історичні події з конкретними історичними діячами, так і елементи містики, переплетені з українськими легендами та міфами. Головний герой роману — хлопець Данило, якому приходиться пережити карколомні пригоди для того, щоб зібрати три частини Талісману-Оберегу, який призначений для того, щоб захищати українські землі та український народ. За допомогою своїх друзів-козаків він в пошуках складових частин Оберегу мандрує до Криму, Карпат та середньовічного Києва. Під час цих мандрів він переживає безліч небезпечних пригод, рятуючи Оберіг від ворогів.
Книга «Козацький оберіг» потрапила до довгого списку премії «Дитяча Книга року Бі-Бі-Сі-2013».

## Сюжет
Восени 1545 року до козацької фортеці прибуває поранений вершник. Він помирає, але перед цим передає хлопчика-немовля та каже воїну Зарубі про Оберіг. Хлопчика називають Даньком і він росте в фортеці. Одного разу фортецю бере в облогу Чалма-бек, але несподівано відступає. Пізніше Данько та козак Голота беруть у полон ворожого розвідника. Голота розповідає, що в давнину товариство Зберігачів через зраду одного з учасників розділило Оберіг української землі на три частини. Зібрати їх може тільки та людина, що народиться в визначений час у потрібному місці і матиме частку сили Зберігачів. Данько згодом знаходить годинник майстра Готліба, що допомагав відбудувати фортецю, та вхід у підземелля. Він губиться в підземних коридорах, але зустрічає там полоненого ординця, що втік з-під варти. Голота рятує хлопця і вони виявляють заповіт Зберігачів. Обоє довідуються, що для відновлення Оберега потрібно три предмета. Майстер Степу може викувати три нездоланні стріли. Майстер Гори здатен викувати меч. А третій Майстер повинен відкрити серце втаємниченого для того, щоб той прочитав Книгу Низову, в якій записане майбутнє.
До замку приїжджає магістр Бенедикт Луціус і княгиня Ярина. Луціус знаходить годинник майстра Готліба, з чого здогадується про стосунок фортеці до Оберегу. Тоді він зраджує козаків і вчиняє в фортеці різанину. Ярина доручає Даньку знайти Зберігачів і передати їм листа. Хлопець дістається до яру, в якому знаходить інших козаків і Голоту. Туди також приїжджає козак Мамай, який попереджає, що на підмогу Луціусу прямує Чалма-бек. Тому козаки збираються якнайшвидше відбити фортецю.
Коли Данько з козаками опиняються в фортеці, Люціус збирається принести Ярину в жертву. Передчуваючи поразку, сеньйора Гельда тікає з книгою. Люціус б'ється проти Голоти й відступає, викравши Ярину. Коли фортеця повертається козакам, Голота розповідає Даньку, що його батько є одним із Майстрів і перебуває в полоні у Чалма-бека. Голота пропонує, щоб Данько вирушив у Кафу до Чалма-бека, супроводжуючи сліпого кобзаря Будника (за законом, ординці не чіпають кобзарів).
Данько і Будник зупиняються в курця Рустама, що обіцяє допомогти з пошуками Майстра. Будник викупає засудженого до смерті невільника, козака Івана Жилу. Іван познайомився на каторзі з ковалем Богданом, від якого Чалма-бек хоче довідатися якусь таємницю. Данько пробирається до фортеці, в якій Чалма-бек намагається вивідати таємницю в Богдана, що невдовзі помре. Цією таємницею виявляється частина Оберега. Богдан відмовляється розповісти й тоді Чалма-бек наказує вбити в нього на очах полонену дівчинку Орисю. Данько намагається перешкодити, але його схоплюють. Чалма-бек пояснює, що Богдан - це і є батько Данька. Іван пропонує, щоб його кинули на поживу крокодилам у фортеці в обмін на життя Орисі. Але зненацька він кидає в ординців свій молот і козаки разом з кобзарем, Даньком і Орисею тікають з фортеці.
Другий Майстер мешкає в Карпатах. Герої вирішують плисти кораблем, але спершу звільняють полонених у каменоломнях і забирають їх із собою. Несподіваний напад грифона лишає Данька на березі. Хлопець користується магічним знаком, який накреслив Богдан, і грифон звільняється з-під контролю Чалма-бека. Грифон у подяку доставляє Данька в Карпати. Там йому трапляється алхімік Зенон Радипус. Коли він створює мазь, здатну тимчасово збільшити силу людини, прибуває інквізитор Густав. Інквізитор хоче, щоб Зенон підтвердив або заперечив звинувачення щодо занять Ярини чаклунством. На Густава стається чаклунський напад, Данько випадково помічає, що за цим стоїть Гельда, але не може нічого довести. Гельда покладає вину на Ярину та розповідає Густаву, що вона й Луціус належать до Ордену Хреста й Дракона, що шукає Оберіг для панування над світом. Оскільки Ярина - це дочка іншого Майстра, то її смерть є умовою отримання влади. Перша спроба її жертвопринесення провалилася, але тепер Ярину можна офіційно спалити живцем як відьму. Зенон залучає Майстра Ореста та опришків до порятунку Ярини. Вони визволяють Ярину, а Орест береться негайно викувати меча. Та для цього потрібно добути особливу крицю, яку охороняють песиголовці. Ярина та Данько знаходять крицю.
Голота в той час досягає Карпат і разом з Даньком і Орестом вирушає до відлюдника Петра, що зберігає Книгу Низову. Тепер лишається вирушити на острів Базавлук, щоб там Богдан викував стріли. Козаки, Будник і Данько пливуть на Хортицю, куди заздалегідь вирушив Богдан. Коваль на місці повідомляє синові, що його мати жива і перебуває в Каневі. Луціус, проте, вже дізнався про Базавлук і приїхав туди зі своїм військом. Луціус вимагає, щоб чарівні стріли та печатку Майстрів, яку Данько носить із собою, віддали йому. Але раптом на Луціуса нападає величезний полоз. Данько за порадою Богдана несе меч, книгу, стріли та печатку до кам'яного хреста. Поруч з'являється Мамай і повідомляє, що Оберіг зібрано воєдино. Решта козаків тим часом перемогли військо Луціуса й готуються повертатися на Хортицю. Дорогою герої звільняють каторжників з галери та успішно припливають на Хортицю, де їх чекає Будник. Богдан запевняє Данька, що в Оберега тепер завжди будуть охоронці.